# Robbie Rivera
Roberto Luis Rivera conocido como Robbie Rivera (nacido en San Juan, Puerto Rico, el 7 de agosto de 1973) es un músico, DJ, productor discográfico y compositor de música house. Tiene un extenso catálogo de producciones originales en donde ha incluido elementos de Garage, Tribal, Progressive House y sonidos latinos.
Él y su esposa Mónica Olabarrieta residen actualmente entre Miami e Ibiza. En la encuesta realizada en el año 2009 por la revista DJmag ocupó el puesto #95.

## Biografía

### Comienzos
Rivera creció en Puerto Rico, siendo un fan del género Freestyle y Eurobeat. Su interés en la música comenzó a los 13 años, cuando se compró platos y un mixer y comenzó a tocar en fiestas de quince y bodas. Mientras empezaba en sus pasos como DJ, a los 15 años Rivera comenzó a producir música usando una máquina de percusión Roland de un amigo suyo. Al año siguiente, a los 16 años, Rivera ya tocaba en clubes y empezaba a cobrar cierta notoriedad en la escena de la música electrónica en Puerto Rico. Luego de graduarse de escuela superior, en el 1992 cuando decidió emprender una carrera se trasladó a Fort Lauderdale y allí ingresó al Art Institute a estudiar producción musical y fue introduciendo diferentes variantes de herramientas de audio digital, incluyendo el popular programa Protools. Durante estos años produjo su primer sencillo, “El Sorullo”, con cierta influencia del house latino y se hizo famosa en Nueva York y Miami. Son innumerables las obras que ha compuesto desde 1996 a la fecha.

### Carrera
En 1998 Rivera estableció su propio sello, Juicy Music. Fue en ese mismo año que se casó con Mónica Olabarrieta, con quien hoy día maneja la discográfica. Robbie refleja su estilo individual y trata de formar el sonido de Juicy, también mientras se está dando la oportunidad de trabajar con muchos de sus amigos y colaboradores de éxito. Su sello ha lanzado a productores de la talla de: Superchumbo, Antoine Clamaran, DJ Flex, Saeed & Palas, DJ Rooster & Sammy Peralta, Willie Morales, Oscar G, Todd Terry, George Acosta, Dj Dero, DMS12, Steve Angello, Sebastian Ingrosso, Stonebridge, entre tantos otros.
En el 2000, Rivera produjo su primer gran éxito, “Bang”, que llegó a ocupar el puesto #13 en la lista de sencillos del Reino Unido. También fue utilizada una gran cantidad de veces en los Juegos Olímpicos de Sídney y luego de haber salido del “UK Dance Charts”, re-ingresó debido a su gran popularidad. Robbie considera un punto culminante en su carrera el sencillo “Funk-A-Tron” cual fue utilizado para el cierre de la feria de invierno de Victoria's Secret en CBS, también su remix realizado en 1998 de 'Bring My Family Back' para Faithless, le presentó a una audiencia cada vez mayor. En 2004, Rivera produjo su primer álbum de estudio Do You Want More? para Ultra Records y Independance Records en Francia. El primer sencillo "Which Way You're Going" alcanzó la posición número uno en el Billboard Hot Dance Club Songs de EE. UU. Se lanzó en el Reino Unido bajo el sello Toolroom Records, la pista fue creado a principios de 2003, cuando Rivera se contactó con el compositor Ned Bigham, Jean-Jacques Smoothie y Timo Maas, inspirado por la canción "Clocks" de Coldplay. En 2003 también lanza otro de sus grandes éxitos de su carrera, "Girlfriend" que contó con la voz de Justine Suissa y “Afterhours (To The Underground)” bajo el alias 68 Beats. Otros lanzamientos, como "Aye, Aye, Aye" junto a C+C Music Factory, 'One Eye Shut' junto a Laura Vane y 'Escape' también ganaron el reconocimiento mundial.
En 2008, lanza su segundo álbum de estudio, “'Star Quality”. Incluye los sencillos 'Back to Zero' y 'Move Move'. Estos sencillos contaron con el respaldo en las pistas de David Guetta, Paul Van Dyk y Tiësto.
El álbum “Closer to the Sun”, lanzado en 2009 como el tercero de su carrera, cuenta con colaboraciones de la talla de Fast Eddie, Laura Vane, Lizzie Curious y Moony (de DB Boulevard). Contando con una música house progresiva al estilo de Juicy. Contiene como sencillos destacados a “Closer to the Sun” y “Rock the Disco”, incluyendo remezclas de David Guetta y Laidback Luke.
En mayo de 2012, lanza su cuarto álbum de estudio titulado “Dance or Die”, en el que participaron artistas como Wynter Gordon, Steve Edwards, Tommy Lee y la vocalista conocida por su intervención en reconocidas producciones de música trance, JES, entre otros. Previamente, sencillos como Ding Dong, I Love Ibiza, Flying Eggs, Turn It Around, Makes Me Feel Good, Roxy y Forever Young, fueron lanzados al mercado en formato EP, alcanzado los primeros lugares en las listas de popularidad a nivel mundial, así también como en ventas digitales. Incluye versiones de Starlight, original de la banda de indie Muse, y el clásico de Alphaville, Forever Young.
Desde el año 2005, Robbie Rivera tiene su propio escenario denominado "Juicy Beach" en el Winter Music Conference de Miami. La demanda que tiene Robbie como DJ viene desde Ibiza, Barcelona, Londres, Grecia, Francia, Italia, Moscú, Budapest, Ámsterdam, Dublín, Canadá, New York, Miami y América Latina.
En 2007, comenzó a llevar adelante su programa radial “The Juicy Show”. Se emite semanalmente por varias radios del mundo como Radio FG en París, Sirus Satélite en los EE. UU., Radio Italia, Máxima en España y la Megaestación en Puerto Rico. Robbie ha sido solicitado como remixer por una amplia gama de artistas internacionales como Faithless, Felix Da Housecat, Funky Green Dogs, Moloko, Sonique, REM, Sinead O'Connor, Victoria Beckham, Madonna, Ricky Martin, Carlos Vives, Carlos Santana, Harry "Choo Choo" Romero, Puretone, Kylie Minogue, Basement Jaxx, Tiësto, David Guetta, Benny Benassi, por nombrar algunos.

## Discografía

### Álbumes
Álbumes de estudio
- 2005: Do You Want More?
- 2008: Star Quality
- 2009: Closer to the Sun
- 2012: Dance or Die
- 2016: This Is My Sound
- 2018: Twenty
- 2024: Retro

### EP
Contiene la lista de EP lanzados de Robbie Rivera, con sus aliases y coproducciones.
| - 1996 Another State of Mind EP Volume 1 - 1997 Mad Music EP Vol. 1 - 1997 The Prime Time EP - 1998 Step into My Grooves Vol. 1 - 1999 Crazy Mother EP Vol. 1 - 1999 Robbie Rivera Tools Vol. 1 - 1999 The Beat Bandit EP - 1999 Crazy Mother EP Vol. 2 - 1999 Crazy Mother EP Vol. 3 - 1999 Essential Grooves Part 1 | - 2000 The Secret Agent Adventures Part One - 2000 The Secret Agent Adventures Part Two - 2001 Heavy Soul Part 1 - 2001 Robbie Rivera EP Part One - 2001 Rough Ride EP - 2004 Funktown EP - 2005 Miami EP - 2005 Miami EP Vol. 2 - 2005 Robbie Rivera Tools Vol. 2 - 2011 Dance Or Die - Series Part 1 - 2012 Dance Or Die - Series Part 2 |

### Sencillos
Esta lista contiene los sencillos de Robbie Rivera, con sus aliases y co-producciones
- 1996 These Are the Sounds in the House!
- 1997 I Wanna Feel It Deeper
- 1998 Getting Down with the Sax
- 1998 I Wanna See You Groovin'
- 1998 Funking & Grooving
- 1998 Attention
- 1998 Enough Is Enough
- 1998 Intense / Feel This
- 1998 The Kings of Tribal
- 1998 Key of life
- 1998 Not Just a Dub
- 1998 Nothing to Offer
- 1998 The Ultimate Disco Groove
- 1998 There's Some Disco Fans in Here Tonight
- 1999 Bringing It Down
- 1999 Clap Your Hands
- 1999 Club Wash
- 1999 D-Monsta
- 1999 Listen Up
- 1999 First the Groove
- 1999 French Fries from Miami Beach
- 1999 High Energy
- 1999 It's a Feeling Now
- 1999 It's Midnight
- 1999 Relax
- 1999 Saxmania
- 1999 Sunny South
- 1999 The Frenzy
- 1999 The Music Makers
- 1999 The Soul Bandit
- 1999 Rainforest 1999
- 1999 The Real Sound
- 1999 Tough Enough
- 2000 Bang
- 2000 Do You Believe / I'm the Music Tonite
- 2000 Fallin'
- 2000 I Can't Take It
- 2000 I'm the Music Tonite
- 2000 The One
- 2001 Feel This
- 2001 Funk-A-Tron
- 2001 In the Distance
- 2002 Burning
- 2002 Hypnotize
- 2002 Let's Get Together
- 2002 Sex
- 2002 Sound Xpress / Congos
- 2002 Super Drum
- 2002 The Hum Melody
- 2002 Trippin
- 2003 All That I Like
- 2003 Bringing It Down
- 2003 Girlfriend
- 2003 Afterhours (To The Underground)
- 2003 Gonna Let the Music Move You Around
- 2003 Got to Let You Know
- 2003 I Want More
- 2003 Insanity
- 2003 The Bang
- 2003 Vertigo
- 2003 Sound the Horn
- 2004 Blah Blah Blah
- 2004 Funk-a-Faction
- 2004 Liar
- 2004 Which Way You're Going
- 2004 Uptown Girls / Do You Want More?
- 2005 One Eye Shut
- 2005 Right Here
- 2006 Bizarre Love Triangle
- 2006 The Cat (Fuzzy Hair vs. Robbie Rivera)
- 2006 Escape
- 2006 Float Away
- 2006 Superstar
- 2006 The Dubai Track
- 2006 Replay The Night
- 2006 Your Mistake
- 2007 Aye Aye Aye
- 2007 Bring Back the Underground
- 2007 Rock It
- 2007 Move Move
- 2007 No Nobody
- 2008 I Want Candy (Rivera & Schmitz)
- 2008 Back to Zero
- 2008 In Too Deep
- 2008 Girlfriend 2008
- 2008 Batucada (con Dero)
- 2008 Truktor (con Dero)
- 2009 Closer to the Sun
- 2009 Destination Eivissa (como 68 Beats)
- 2010 1980 (con Dero)
- 2010 Are You Listening (como 68 Beats)
- 2010 Let Me Sip My Drink (con Fast Eddie)
- 2010 Rock The Disco
- 2010 We Live For The Music
- 2010 Oh Baby (con Dero & Juan Magán)
- 2010 Departures
- 2010 Keep On Going (con Ozmosis)
- 2011 Dance (con Pink Fluid)
- 2011 The Sound Of The Times (con Ana Criado)
- 2011 We Are Monkeys (con Dero)
- 2011 Noise (como 68 Beats)
- 2011 Ding Dong (con Tommy Lee, DJ Aero & Sue Cho)
- 2011 I Love Ibiza (con Manuel de la Mare)
- 2012 Roxy
- 2012 Moocher (con Dero)
- 2012 My Techno (con Tocadisco)
- 2012 Turn It Around (con JES)
- 2012 In The Morning (con Wynter Gordon)
- 2013 That Sound (con David Jones)
- 2013 Jump (con Federico Scavo)
- 2013 Show Me Love (con Dero)
- 2013 Legend of the Drums (con Antoine Clamaran)
- 2013 Summer Night in July (con Kay)
- 2013 What to Do Now? (con EKGs)
- 2014 Starlight
- 2014 My Heart (con Lizzie Curious)
- 2014 Here (con Delayers y Maurizio Gubellini)
- 2014 Manipulate Me (con Caroline D' Amore)
- 2014 That Summer [Kiss The Rain] (con Caroline D' Amore)
- 2014 La Gente (con Louie Love)
- 2015 A World Without You (junto a StoneBridge con Denise Rivera)
- 2015 Falling Deeper (con Shawnee Taylor)
- 2015 Sume Sigh Sey (con Todd Terry)
- 2016 I Am Miami (con Lizzie Curious)
- 2016 In My House (con David Tort)
- 2016 Get Together (con David Tort)
- 2016 Organic
- 2016 Move Right (con Bob Sinclar)
- 2016 Follow Me (con Shawnee Taylor)
- 2016 Your Silent Face (vs. New Order)
- 2016 Come Back to Me
- 2017 Morenita (con JP Candela)
- 2017 Stardust (con Linney)
- 2017 Are You Ready (con Paige)
- 2017 Without You (junto a Paige con Crystal Waters)
- 2017 Go Down (con Lateef)
- 2017 Grand Piano (con Dero)
- 2018 Everything
- 2018 Tribal Man
- 2018 All Night
- 2018 Nazarenas (con Kenny Brian)
- 2018 On My Way (junto a L'Triс con Jordan Kaahn)
- 2018 All About Disco (con Angelo Ferreri)
- 2019 You Can Have Everything
- 2019 My Body Moves (con Elizabeth Gandolfo)
- 2019 Money (con Georgia Train)
- 2019 Stronger (con Abel Di Catarina)
- 2019 Wake Up (con S-Man)
- 2019 Musique (con Nxny)
- 2019 Everything That You Want (con The Cabas)
- 2019 Saxxy
- 2019 One (con Dreamfreak)
- 2019 This Generation
- 2020 House Party (con Tommy Capretto)
- 2020 Change (con Georgia Train)
- 2020 Banter (con She Koro)
- 2020 Dreaming
- 2021 Get Me Out Of Here
- 2021 Switch It
- 2021 Don't Delete Me
- 2021 Agua Pa' Beber (junto a PAUZA con Gerardo Varela)
- 2022 Heaven
- 2022 Veins (con Mosimann)
- 2022 Bongoncero (junto a David Tort con Gerardo Varela)
- 2022 The Pulse (con David Tort)
- 2022 La Vecina (junto a David Tort con Lyon Monster)
- 2022 Funkatron (con Cat Dealers)
- 2024 Hated On (Funkatron) (con Gabry Ponte)
- 2024 Dreams (con Lexa Hill)
- 2024 This Groove is Crazy
- 2024 Brown James (Roland Clark presents Urban Soul, Robbie Rivera)
- 2024 Global (con Dero)
- 2024 Break of Dawn (con Joe Delgado)
- 2024 Unique (con Joe Delgado)

#### Sencillos en listas
| Año  | Título                                                      | U.S. Dance | UK | IRL | FIN |
| ---- | ----------------------------------------------------------- | ---------- | -- | --- | --- |
| 1998 | «I Wanna See You Groovin'» (Robbie R. presents Dee-Lucious) | 37         | —  | —   | —   |
| 1998 | «The Ultimate Disco Groove»                                 | —          | 87 | —   | —   |
| 1999 | «Relax» (Robbie Rivera presents Invasion)                   | —          | 91 | —   | —   |
| 1999 | «First the Groove»                                          | —          | 79 | —   | —   |
| 2000 | «Bang» (Robbie Rivera presents Rhythm Bangers)              | 22         | 13 | 42  | —   |
| 2001 | «Feel This 2001»                                            | 1          | —  | —   | —   |
| 2002 | «Super Drum» (Robbie Rivera feat. DJ Disciple)              | —          | 85 | —   | —   |
| 2002 | «Sex» (Robbie Rivera vs. Billy Paul W.)                     | —          | 55 | —   | —   |
| 2003 | «The Hum Melody»                                            | 1          | —  | —   | —   |
| 2003 | «Funk-a-Tron» (como R. Rivera's Grooves)                    | —          | 97 | —   | —   |
| 2004 | «Burning»                                                   | 1          | —  | —   | —   |
| 2004 | «Which Way You're Going»                                    | 1          | —  | —   | —   |
| 2005 | «Right Here» (Robbie Rivera ft. Jesus Jones)                | —          | —  | —   | 13  |
| 2007 | «Float Away»                                                | —          | —  | —   | 3   |
| 2013 | «Summer Night in July» (Robbie Rivera & Kay)                | 7          | —  | —   | —   |
| 2013 | «What to Do Now» (Robbie Rivera & The EKGs)                 | 16         | —  | —   | —   |

## Aliases
Esta lista muestra los nombre de los aliases usados por Robbie Rivera.
| - "68 Beats" - "Anima" - "D-Monsta" - "Eighties Phunk Masters" - "The Freak" - "Funk Bandit" - "The Funksters" - "Invasion" - "Juice Man" - "Juicy Tools" - "Keylime" | - "The Kings of Tribal" - "Loopman" - "The Masters of The Drums" - "Metalhead" - "Rhythm Bangers" - "The Rivera Project" - "Tribal Crew" - "Westwood Project" - "Wicked Phunker" - "DJ Spacecake" - "Electro Hippy" |

## Coproducciones
Esta lista muestra los nombres de las coproducciones con Robbie Rivera y otros artistas.
| - "CRRS" (con Chicco Secci) - "The Italian Connection" (con Maurizio Ruggiero) - "Kolaborators" (con Billy Paul Williams) | - "The Music Makers" (con Chicco Secci) - "Robbie Rivera And AJ Mora Project" (con AJ Mora) - "Rockik" (con Chicco Secci) - "Soul Logic" (con Chicco Secci) |